# Cansano
Cansano est une commune de la province de L'Aquila, dans les Abruzzes, en Italie.

## Administration
| Période                                  | Période  | Identité           | Étiquette | Qualité |
| ---------------------------------------- | -------- | ------------------ | --------- | ------- |
| 5 avril 2005                             | En cours | Mario Ciampaglione |           |         |
| Les données manquantes sont à compléter. |          |                    |           |         |

### Communes limitrophes
Campo di Giove, Pacentro, Palena (CH), Pescocostanzo, Pettorano sul Gizio, Sulmona.